# افعی تهران
افعی تهران مجموعه‌ای ایرانی محصول سال ۱۴۰۲ به کارگردانی سامان مقدم و نویسندگی پیمان معادی است. این اولین حضور پیمان معادی به عنوان بازیگر در شبکه‌ی نمایش خانگی است. سحر دولتشاهی و آزاده صمدی از دیگر بازیگران این مجموعه هستند.
اولین قسمت این سریال در ۱۶ اسفند ۱۴۰۲ و آخرین قسمت آن در ۱۶ خرداد ۱۴۰۳ از سکو فیلم‌نت پخش شد. این سریال در ژانرهای مختلف از جمله جنایی، معمایی و روان‌شناختی تولید شده است.

## داستان
قاتلی زنجیره‌ای، ملقب به افعی تهران، مقتولان خود را، که همگی سابقه‌ی کودک‌آزاری دارند، پس از مسموم‌کردن زجرکش می‌کند. یک منتقد فیلم به نام آرمان بیانی قصد دارد فیلمی در این باره بسازد. این فیلم اولین فیلم این منتقد است. آرمان بیانی برای درست پیش‌بردن رابطه‌ی خود با پسرش، بابک نزد روان‌شناس می‌رود.

## بازیگران
| نام بازیگر      | نقش              |
| --------------- | ---------------- |
| پیمان معادی     | آرمان بیانی      |
| آزاده صمدی      | الهه             |
| سحر دولتشاهی    | دکتر مژگان مشتاق |
| سروش صحت        | نوازی            |
| پژمان جمشیدی    | خودش             |
| مریلا زارعی     | مرضیه            |
| حسن زارعی       |                  |
| مهسا حجازی      | مونا             |
| بهادر مالکی     | فرهاد تاجیک      |
| به‌آفرید غفاریان | رومینا           |
| تورج اصلانی     | عرفان            |
| امیراحمد قزوینی | شهریار شادمان    |
| احسان منصوری    | یاور بیانی       |
| پریسا صبور نژاد |                  |
| بابک ملک‌زاده    | آرمان بیانی      |
| محمد صدیقی مهر  | جودی             |
| گلنوش قهرمانی   |                  |
| ماهور نعمتی     | بابک بیانی       |
| مجید جوزانی     |                  |
| نیلوفر کوخانی   | نیلوفر           |
| دانیال نوروش    | دانیال           |
| مهدی دانايی فر  | صدرا             |
| رضا فیض‌بخش      | سینا             |

### بازیگران افتخاری
| نام بازیگر  | نقش                     |
| ----------- | ----------------------- |
| امین حیایی  | خودش                    |
| سام نوری    | دکتر کلینیک خواب درمانی |
| رضا یزدانی  | خودش                    |
| محمود گبرلو | خودش                    |
| مهران مدیری | خودش                    |
| هومن سیدی   | خودش                    |

## حواشی
برای عوامل افعی تهران به دلیل به تصویر کشیدن کتک زدن دانش‌آموزان توسط ناظم مدرسه، پرونده‌ی قضایی تشکیل شد.

## انتشار
این مجموعه به صورت اختصاصی از پلتفرم فیلم‌نت منتشر شده است.